# Natnael Tesfatsion
Natnael Tesfatsion Ocbit (* 23. května 1999) je eritrejský profesionální silniční cyklista jezdící za UCI WorldTeam Lidl–Trek.

## Hlavní výsledky
2019
Národní šampionát
2. místo silniční závod
4. místo Gran Premio Sportivi di Poggiana
Tour de l'Espoir
5. místo celkově
 vítěz bodovací soutěže
vítěz 1. etapy (TTT)
6. místo Ruota d'Oro
2020
Tour du Rwanda
 celkový vítěz
 vítěz soutěže mladých jezdců
 vítěz soutěže afrických jezdců
vítěz 4. etapy
La Tropicale Amissa Bongo
2. místo celkově
 vítěz soutěže mladých jezdců
vítěz 2. etapy
2021
4. místo Tour du Doubs
9. místo Per sempre Alfredo
2022
Tour du Rwanda
 celkový vítěz
 vítěz soutěže mladých jezdců
 vítěz soutěže afrických jezdců
Adriatica Ionica Race
2. místo celkově
 vítěz vrchařské soutěže
vítěz 2. etapy
Národní šampionát
2. místo silniční závod
2. místo Giro dell'Appennino
4. místo GP Industria & Artigianato
Turul României
7. místo celkově
Settimana Internazionale di Coppi e Bartali
9. místo celkově
2023
4. místo GP Industria & Artigianato
5. místo Figueira Champions Classic
2024
2. místo Cadel Evans Great Ocean Road Race

### Výsledky na Grand Tours
| Grand Tour      | 2021 | 2022 | 2023 |
| --------------- | ---- | ---- | ---- |
| Giro d'Italia   | 92   | DNF  | DNF  |
| Tour de France  | —    | —    | —    |
| Vuelta a España | —    | —    | —    |

| —   | Nezúčastnil se |
| DNF | Nedokončil     |